# Baby hold on
Baby hold on is de debuutsingle van Eddie Money. Het is afkomstig van zijn debuutalbum Eddie Money. Het is geschreven door de zanger en zijn gitarist van die tijd Jimmy Lyon.

## Hitnotering
Met zijn debuutsingle stond hij direct 20 weken in de Billboard Hot 100 en haalde positie 11. In het Verenigd Koninkrijk kreeg hij geen notering. In Nederland haalde hij 1 week de Mega Top 50, maar de Nederlandse Top 40 haalde hij niet; hij bleef daar in de tipparade steken. Het album verkocht hier ook nauwelijks.

### NederlandseDaverende 30
| Positie: | 41 | uit |

### NPO Radio 2 Top 2000
Baby Hold On stond alleen in 2000 in de NPO Radio 2 Top 2000, op plek 1919.